# Marsac (Charente)
Marsac is een gemeente in het Franse departement Charente (regio Nouvelle-Aquitaine) en telt 720 inwoners (1999). De plaats maakt deel uit van het arrondissement Angoulême.

## Geografie
De oppervlakte van Marsac bedraagt 13,4 km², de bevolkingsdichtheid is 53,7 inwoners per km².
De onderstaande kaart toont de ligging van Marsac (Charente) met de belangrijkste infrastructuur en aangrenzende gemeenten.

## Demografie
Onderstaande figuur toont het verloop van het inwonertal (bron: INSEE-tellingen).